# Dolmen von Laumède
Der Dolmen von Laumède (auch Dolmen von l’Aumède oder Lo Geïon genannt) liegt südöstlich von Chanac auf der Hochebene Causse de Sauveterre im Département Lozère in Frankreich. Dolmen ist in Frankreich der Oberbegriff für neolithische Megalithanlagen aller Art (siehe: Französische Nomenklatur).
Die allseits offene, etwa West-Ost orientierte Kammer trägt im Osten einen etwa 3,1 m langen, 2,1 m breiten und 0,6 m dicken Deckstein, „Le Géant“ (Der Riese) genannt, von mindestens 10 Tonnen Gewicht, der auf zwei etwa 3,15 m langen Tragsteinen ruht. Das kurze westliche, aus vier abgeschlagenen Tragsteinen bestehende Teil verengt sich zum Westen hin trapezoid.
Die Funde stammen aus dem Chalkolithikum (2500 bis 1800 v. Chr.) und vom Ende der Bronzezeit (1200 bis 700 v. Chr.).
In der Nähe liegen die Dolmen Aire des trois Seigneurs, Dolmen de la Plone, Dolmen von Nojarède und Dolmen von Bramonas.